# Jularbo
Jularbo is een plaats in de gemeente Avesta in het landschap Dalarna en de provincie Dalarnas län in Zweden. De plaats heeft 90 inwoners (2005) en een oppervlakte van 25 hectare.

## Verkeer en vervoer
Bij de plaats loopt de Riksväg 68.